# Thornbury (Nouvelle-Zélande)
Pour les articles homonymes, voir Thornbury.
Thornbury  est une petite localité, située dans l’ouest de la région du  Southland dans le sud de l’Île du Sud de la Nouvelle-Zélande.

## Situation
Elle est localisée sur la berge est du cours inférieur du fleuve Aparima . Elle est à approximativement 10 km au nord-est de la ville de Riverton et à 31 km au nord-ouest de la cité d’Invercargill.

## Activité économique
C‘est principalement une ville de service pour les fermes du secteur, mais localement de petites industries comprennent des compagnies de maintenance de machines et d’engins de transports ainsi qu’une tannerie.

## Histoire
Le centre-ville fut fondé par des colons nommés: ‘ Matthew Instone’ et ‘Robert Foster’.
Elle fut nommée d’après le lieu de naissance de la femme de ‘Robert Foster’, la ville de marché de Thornbury, dans le Gloucestershire, en Angleterre.
Initialement, le village de ‘Thornbury’ a grossi essentiellement autour de la jonction du chemin de fer. 
La ligne venant de la ville d’Invercargill se divisait au niveau de ‘Thornbury’, avec une branche circulant le long de la côte en direction de la ville de  Riverton et de Tuatapere/Orawia, et la branche de Wairo (en) allant plus vers l’intérieur de l’île du Sud en direction des mines de charbon au niveau de la ville de Nightcaps. 
En 1978, la branche de Tuatapere (en) fut fermée et les rails furent même retirés .

## Éducation
Thornbury avait une école pour le primaire, appelée ‘Thornbury School’ . 
L’école a célébré en 2008 son 125 é anniversaire, l’école originale ayant été ouverte le 6 juin 1883.